# Аргентинозавр
Аргентинозавр (лат. Argentinosaurus — «аргентинський ящір») — рід гігантських завроподових динозаврів, що мешкали в пізній крейдяний період на території сучасної Аргентини. Хоча аргентинозавр відомий лише за фрагментарними рештками, він є однією з найбільших відомих наземних тварин усіх часів, можливо, найбільшою, сягаючи 30—35 метрів завдовжки й ваги у 65—80 тонн. Він належав до титанозаврів, домінівної групи завроподів у крейдяному періоді. Багато палеонтологів вважають його найбільшим динозавром і, можливо, найдовшою твариною в історії, хоча обидва твердження поки що не мають однозначних доказів.
Перша кістка аргентинозавра була знайдена 1987 року фермером на своєму господарстві поблизу міста Пласа-Вінкуль. Наукові розкопки цього місця під керівництвом аргентинського палеонтолога Хосе Бонапарте були проведені 1989 року, в результаті чого було знайдено кілька хребців спини та частини крижового хребця, зрощеного між хребцями спини та хвоста. Додаткові зразки включають повну стегнову кістку та частину іншої. Аргентинозавр був названий Бонапарте й аргентинським палеонтологом Родольфо Кор'я 1993 року.
Рід містить один вид — A. huinculensis. Родова назва Argentinosaurus означає «аргентинський ящір», а видова назва huinculensis вказує на місце його знахідки — Пласа-Вінкуль.
Фрагментарний характер решток аргентинозавра ускладнює їхню інтерпретацію. Суперечки точаться навколо положення знайдених хребців у хребетному стовпі та наявності додаткових зчленувань між хребцями, які могли б зміцнити хребет. Комп'ютерна модель скелета і м'язів підрахувала, що цей динозавр розвивав максимальну швидкість 7 км/год при ходьбі, коли передня і задня кінцівки з одного боку тіла рухаються одночасно. Скам'янілості аргентинозавра були знайдені у формації Вінкуль, яка відклалася в середньому сеномані та ранньому туроні (приблизно 96—92 мільйони років тому) і містить різноманітну фауну динозаврів, включаючи гігантського теропода мапузавра.

## Історія вивчення

Реконструкція скелета, голотип — білий,
тіло стегна, що відносять до роду — зелене,
стегно, яке відносять до роду — синє,
невідомі кістки — сірі

Першу кістка аргентинозавра, яка зараз ідентифікується як малогомілкова, знайшов 1987 року Гільєрмо Ередія на своїй фермі «Лас Оверас» приблизно за 8 км на схід від міста Пласа-Вінкуль в аргентинській провінції Неукен. Ередія, спочатку вважаючи, що знайшов скам'янілі колоди дерев, повідомив про це місцевий музей імені Кармен Фунес, співробітники якого розкопали кістку і помістили її у виставковій залі музею. На початку 1989 року аргентинський палеонтолог Хосе Ф. Бонапарте ініціював масштабніші розкопки цього місцезнаходження із залученням палеонтологів Аргентинського музею природничих наук, в результаті яких було знайдено ряд додаткових матеріалів від тієї самої особини аргентинозавра. Особина, яка згодом стала голотипом Argentinosaurus huinculensis, занесена до каталогу під номером MCF-PVPH 1.

## Опис

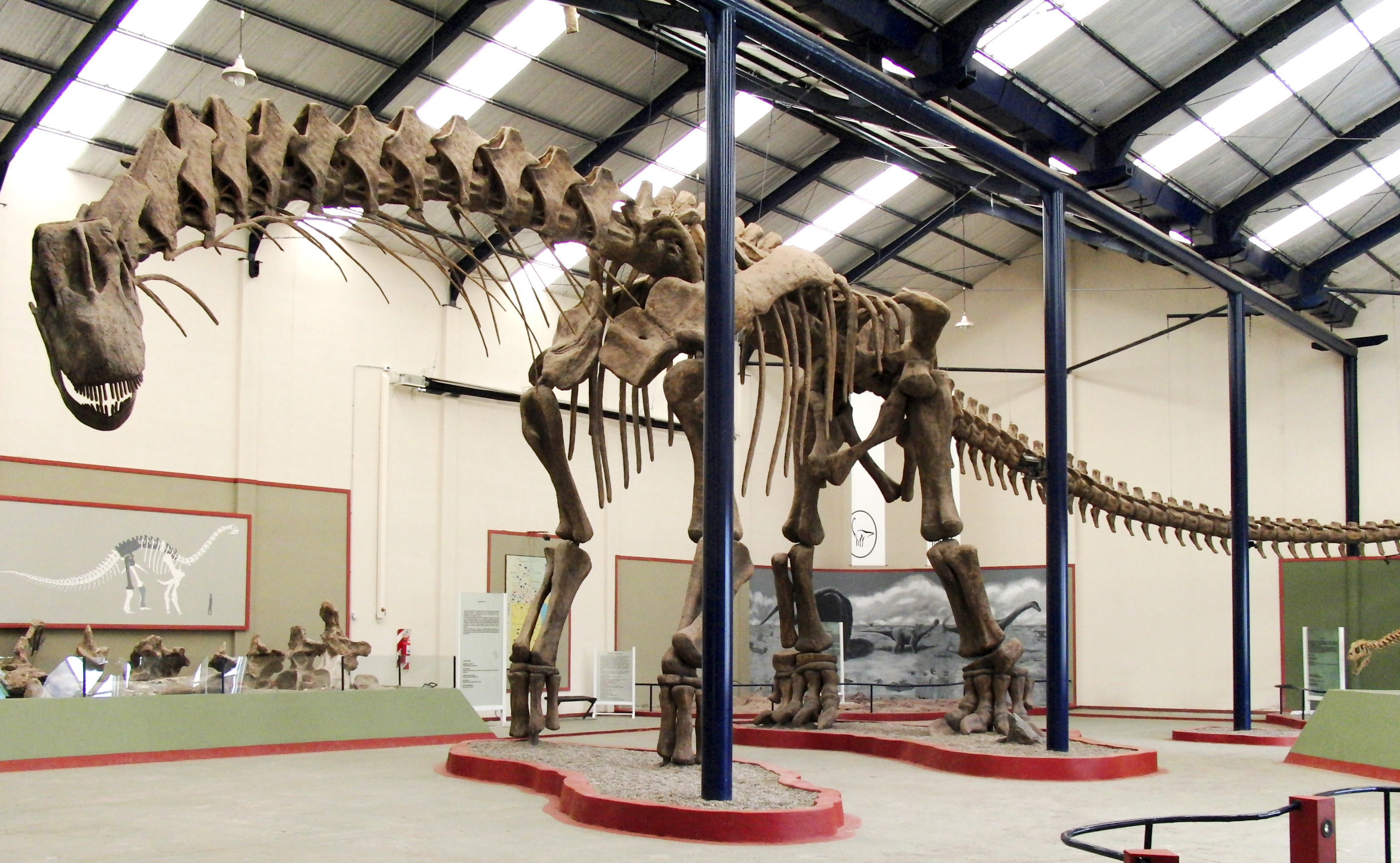
Реконструйований скелет, Муніципальний музей імені Кармен Фунес, м. Пласа-Вінкуль, Аргентина.
Оригінальні хребці видно внизу ліворуч

### Розмір
Аргентинозавр є однією з найбільших відомих наземних тварин, що коли-небудь жила, хоча його точні розміри важко оцінити через неповноту віднайдених решток. Щоб розв'язати цю проблему, палеонтологи можуть порівняти відомий матеріал з матеріалом менших споріднених завроподів, відомих за повнішими рештками. Повніший таксон може бути збільшений, щоб відповідати розмірам аргентинозавра. Масу можна оцінити за відомими співвідношеннями між певними вимірами кісток і масою тіла або шляхом визначення об'єму моделей.
Реконструкція аргентинозавра, створена Грегорі Полом 1994 року, дала змогу оцінити його довжину в 30—35 метрів. Пізніше того ж року були опубліковані оцінки Бонапарте і Кор'я, згідно з якими довжина задніх кінцівок аргентинозавра становила 4,5 метра, довжина тулуба (від стегна до плеча) — 7 метрів, а загальна довжина тіла — 30 метрів. 2006 року Кеннет Карпентер реконструював аргентинозавра, використовуючи повніші скам'янілості сальтазавра як орієнтир, і знову оцінив його довжину в 30 метрів. 2008 року Хорхе Кальво з колегами, використовуючи пропорції футалонгкозавра, оцінили довжину аргентинозавра в менш ніж 33 метри. 2013 року Вільям Селлерс та його колеги дійшли висновку, що довжина скелета становить 39,7 метра, а висота в плечах — 7,3 метра, вимірявши експонат у Музеї Кармен Фюнес. Того ж року Скотт Хартман припустив, що оскільки аргентинозавра тоді вважали базальним титанозавром, він мав би мати коротший хвіст і вужчі груди, ніж пуертазавр, довжина якого, за його оцінками, становила близько 27 метрів, що вказує на те, що аргентинозавр був трохи меншим. 2016 року Пол оцінив довжину аргентинозавра в 30 м, але пізніше, 2019 року, оцінив більшу довжину — 35 метрів або більше, відновивши невідому шию і хвіст аргентинозавра за аналогією з шиєю і хвостом інших великих південноамериканських титанозаврів.